# Powiat śniatyński
Powiat śniatyński – powiat województwa stanisławowskiego II Rzeczypospolitej. Jego siedzibą był Śniatyn. 1 sierpnia 1934 dokonano nowego podziału powiatu na gminy wiejskie.

## Zmiany przed reformą gminną 1934
15 lipca 1924 od powiatu śniatyńskiego odłączono gminę jednostkową Rożnów, którą włączono do powiatu kosowskiego

## Gminy wiejskie w 1934
- gmina Mikulińce
- gmina Zabłotów
- gmina Zadubrowce
- gmina Dżurów
- gmina Stecowa
- gmina Załucze
- gmina Wołczkowce

## Miasta
- Śniatyn
- Zabłotów

## Starostowie
- Bronisław Dietl (1921)
- Jan Wieser (1936,-1937)[3]